# Consuelo Kanaga
Pour les articles homonymes, voir Kanaga.
Consuelo DeLesseps Kanaga, née à Astoria (Oregon) le 15 mai 1894 et morte à Yorktown Heights (New York) le 28 février 1978, est une photographe et écrivain américaine, connue notamment pour ses photographies d'Afro-Américains.

## Biographie
Consuelo DeLesseps Kanaga est née le 25 mai 1894 à Astoria, dans l'Oregon. Son père a été avocat et juge dans l'Ohio. Après s'être installé à Astoria, il est devenu le procureur de la ville. Son deuxième prénom, "Delesseps", viendrait de l'admiration de sa mère pour Ferdinand de Lesseps.
En 1911, la famille quitte l'Oregon pour s'installer à Larkspur, dans le comté de Marin, en Californie. En 1915, Kanaga obtient un emploi de reporter, de rédacteur et de photographe à temps partiel pour le San Francisco Chronicle. La photographe Dorothea Lange dira plus tard que Kanaga était la première femme photographe de presse qu'elle ait rencontrée. En 1922, elle s'installe à New York afin de travailler comme photojournaliste pour le journal New York American. Elle est amenée ensuite à vivre entre New York et San Francisco. Elle montre un intérêt fort pour la communauté afro-américaine et sa lutte contre le racisme. Bien qu'elle ne soit pas un membre officiel du groupe f/64, ses images sont présentées lors de la première exposition du groupe au M. H. de Young Memorial Museum de San Francisco en 1932.

## Œuvre

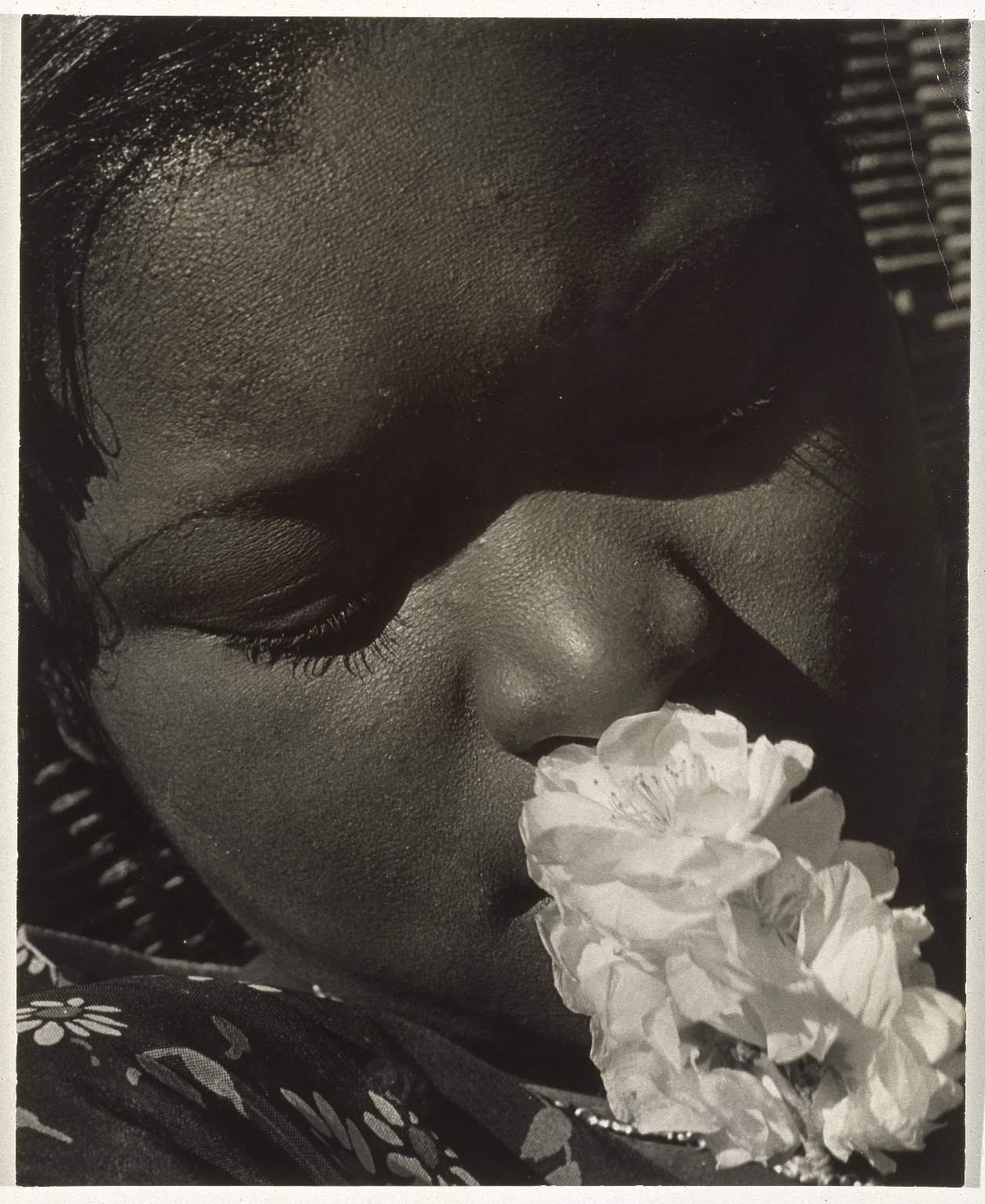
Frances with a Flower, early 1930s. Brooklyn Museum
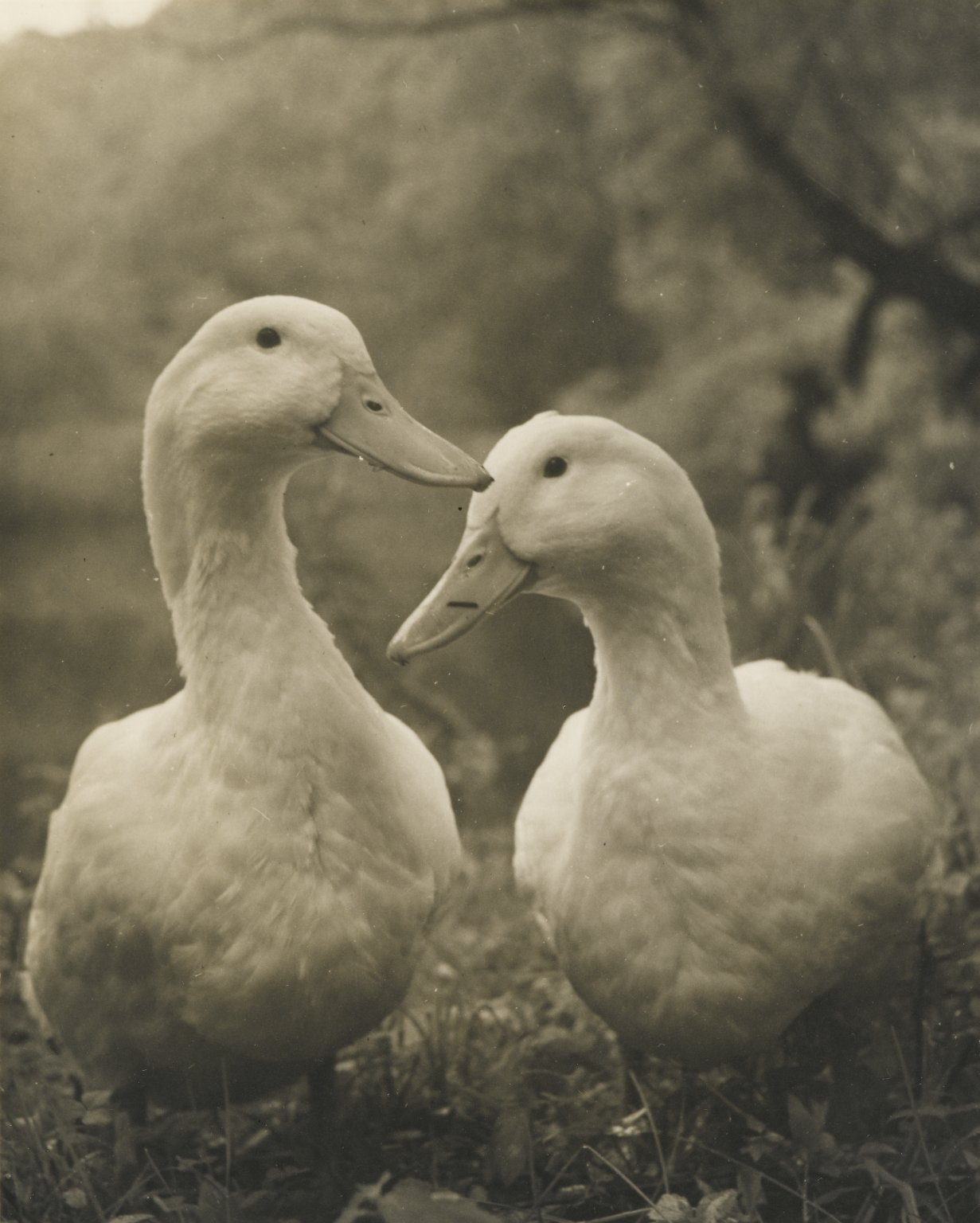
[Untitled] (Two Ducks). Brooklyn Museum
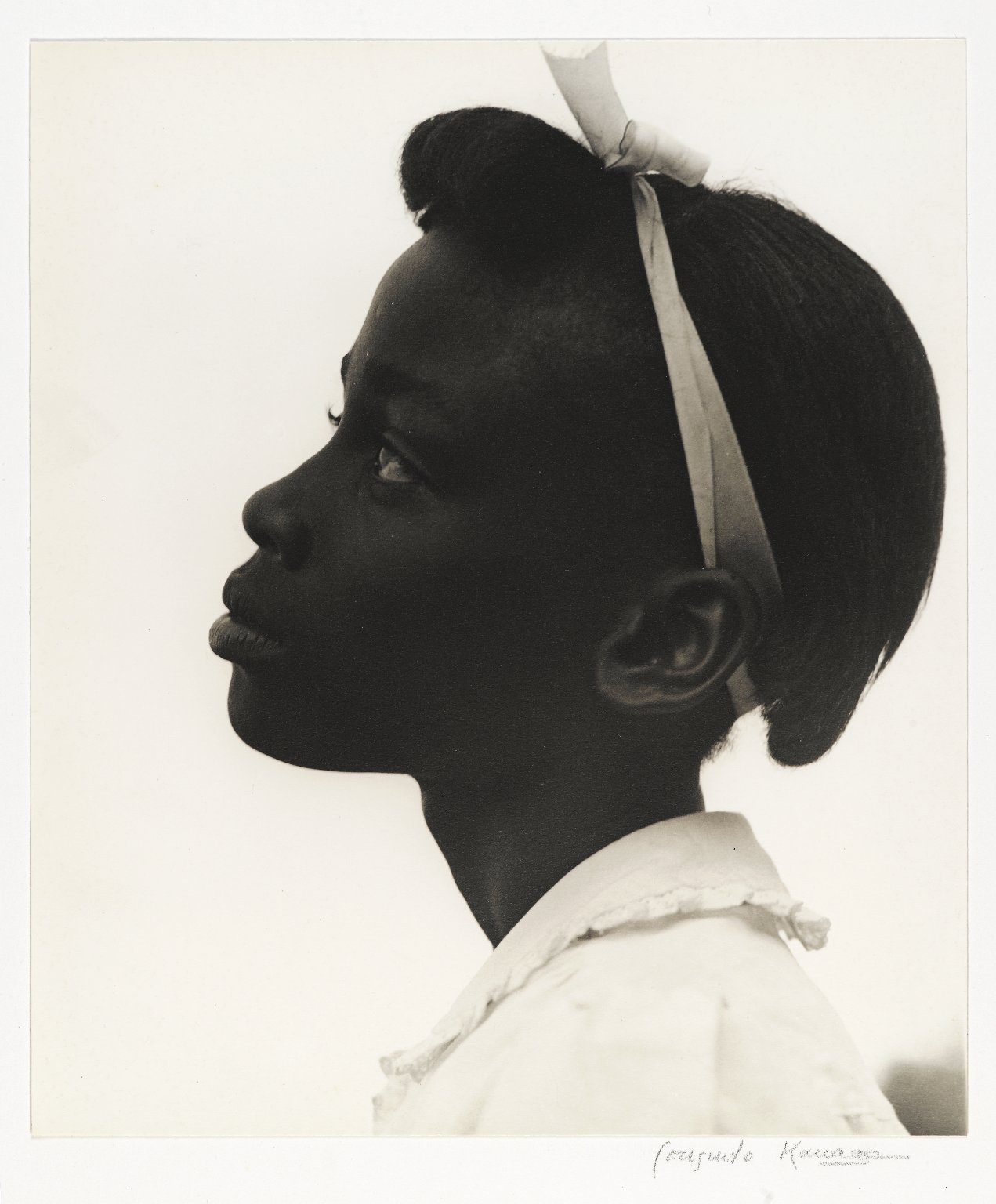
[Young Girl in Profile] (from the Tennessee series), 1948. Brooklyn Museum
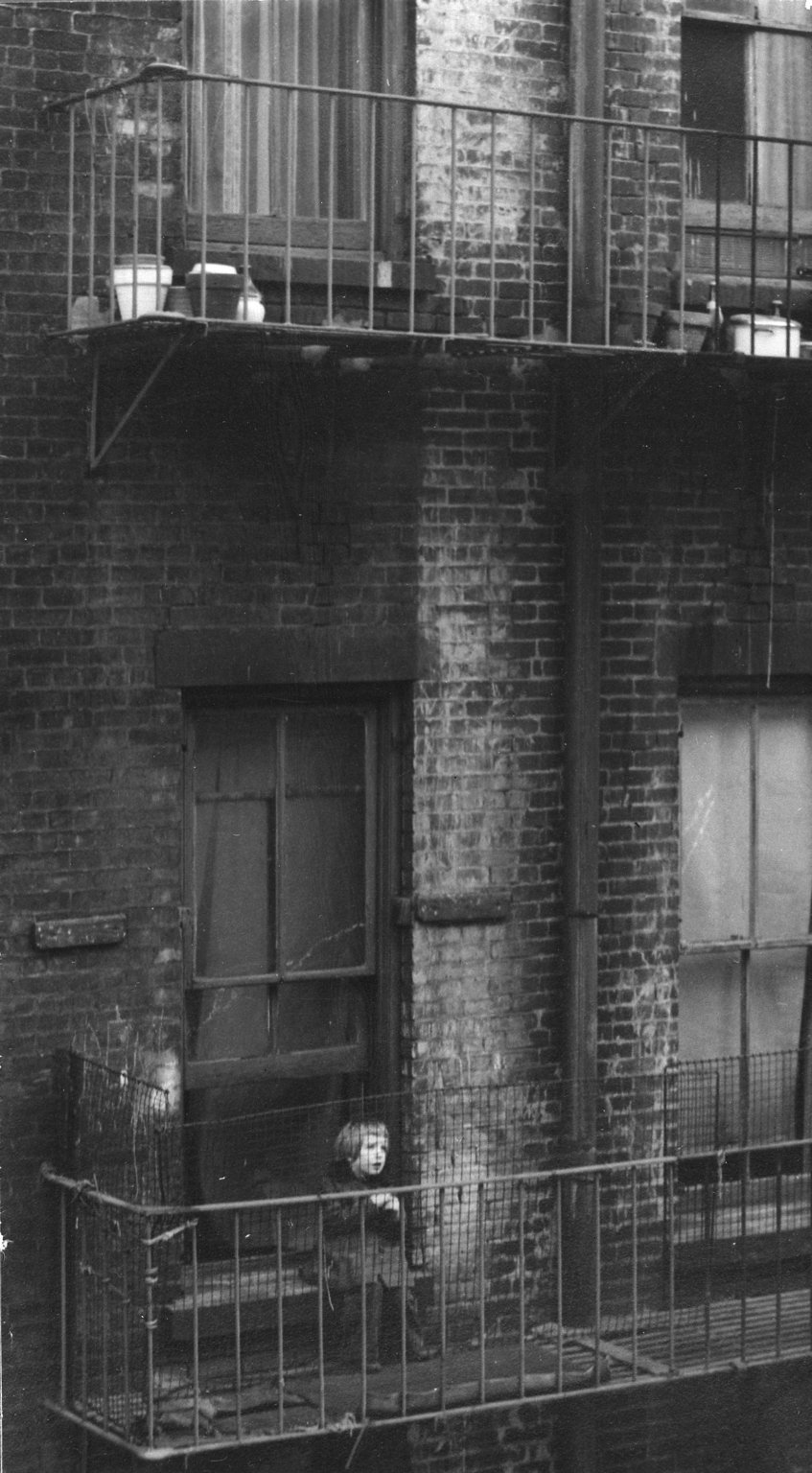
Untitled (Tenement, Child on Fire Escape, New York), mid-late 1930s. Brooklyn Museum
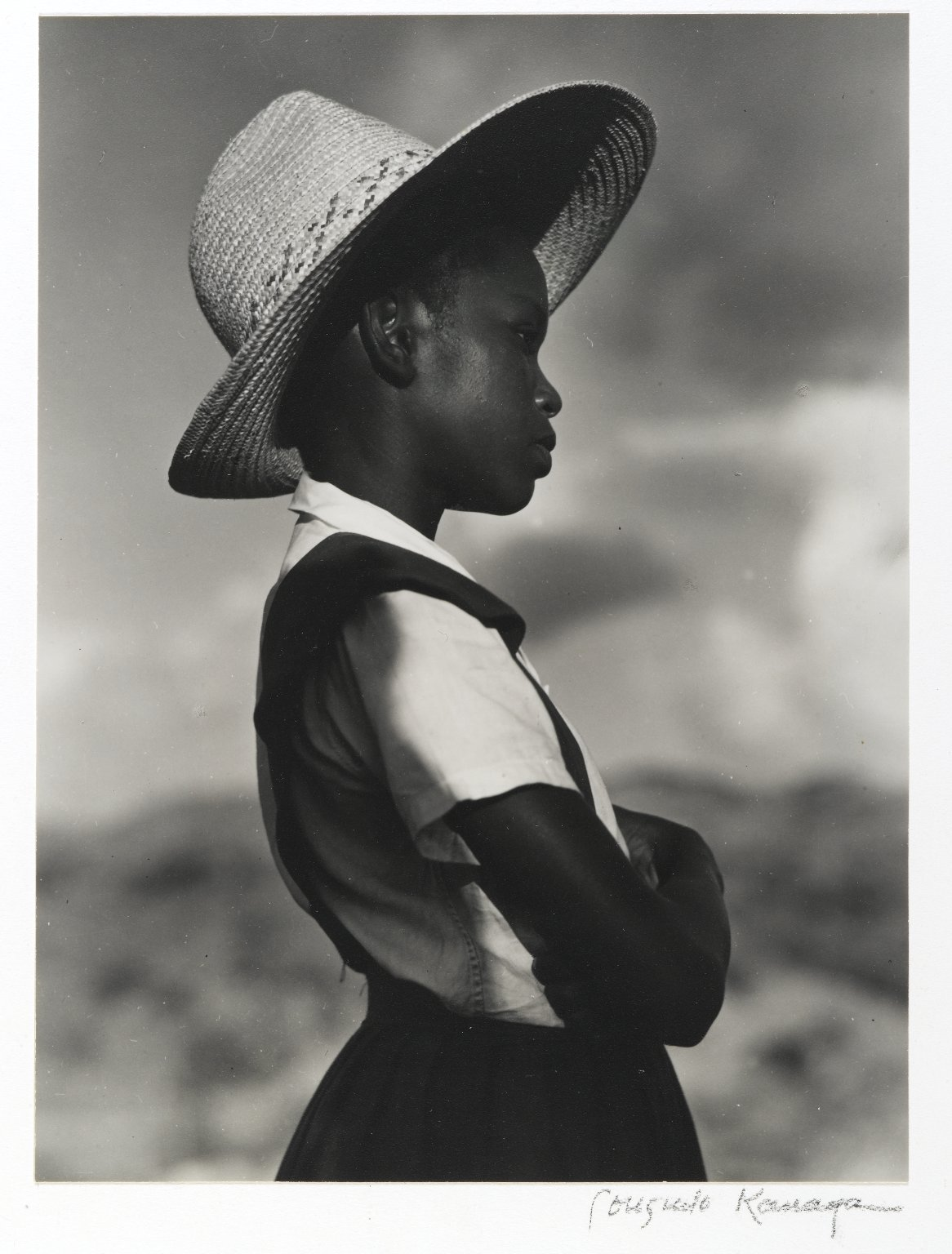
School Girl, St. Croix, 1963. Brooklyn Museum
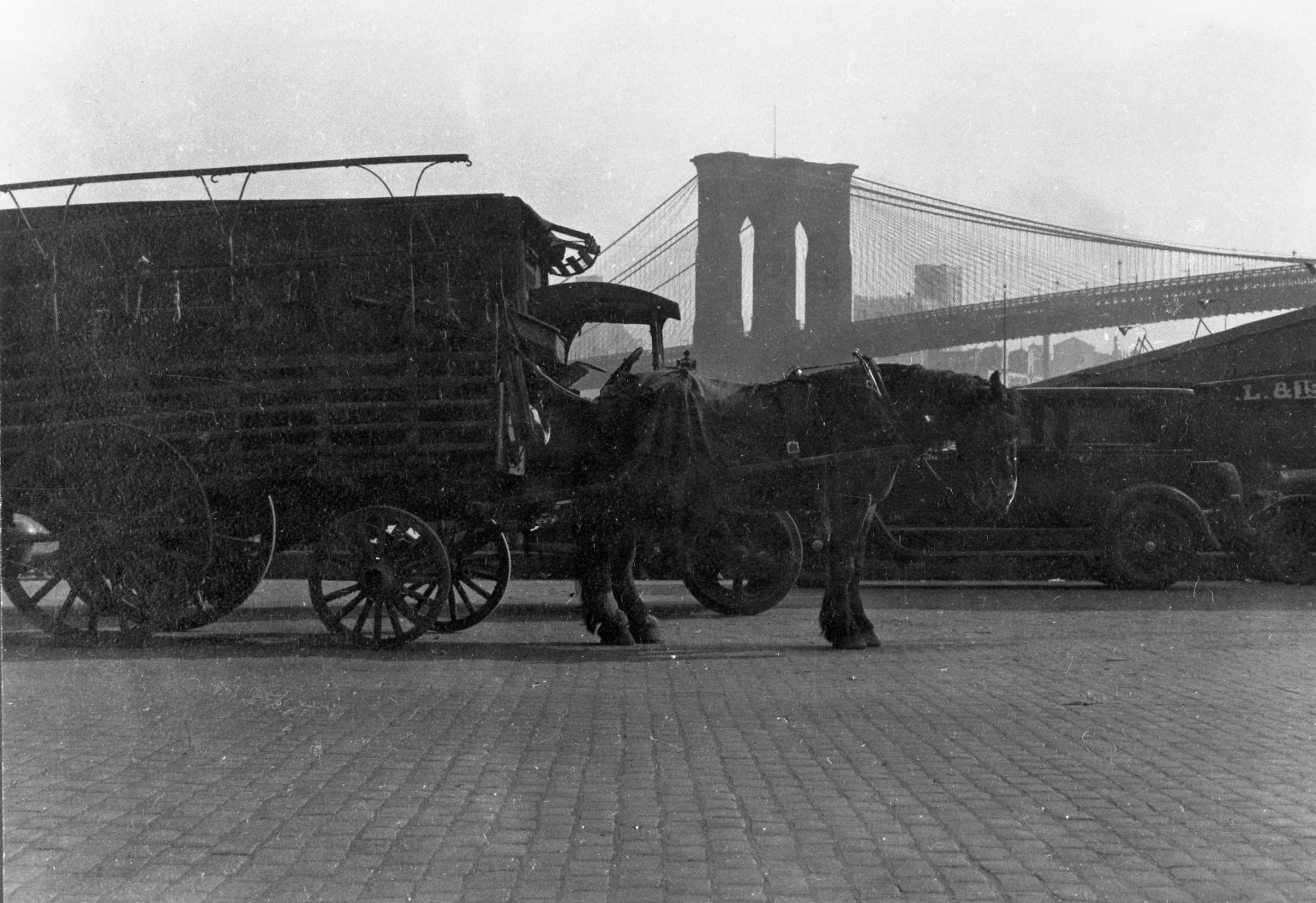
Untitled, (Horse Drawn Wagon), 1922-1924. Brooklyn Museum
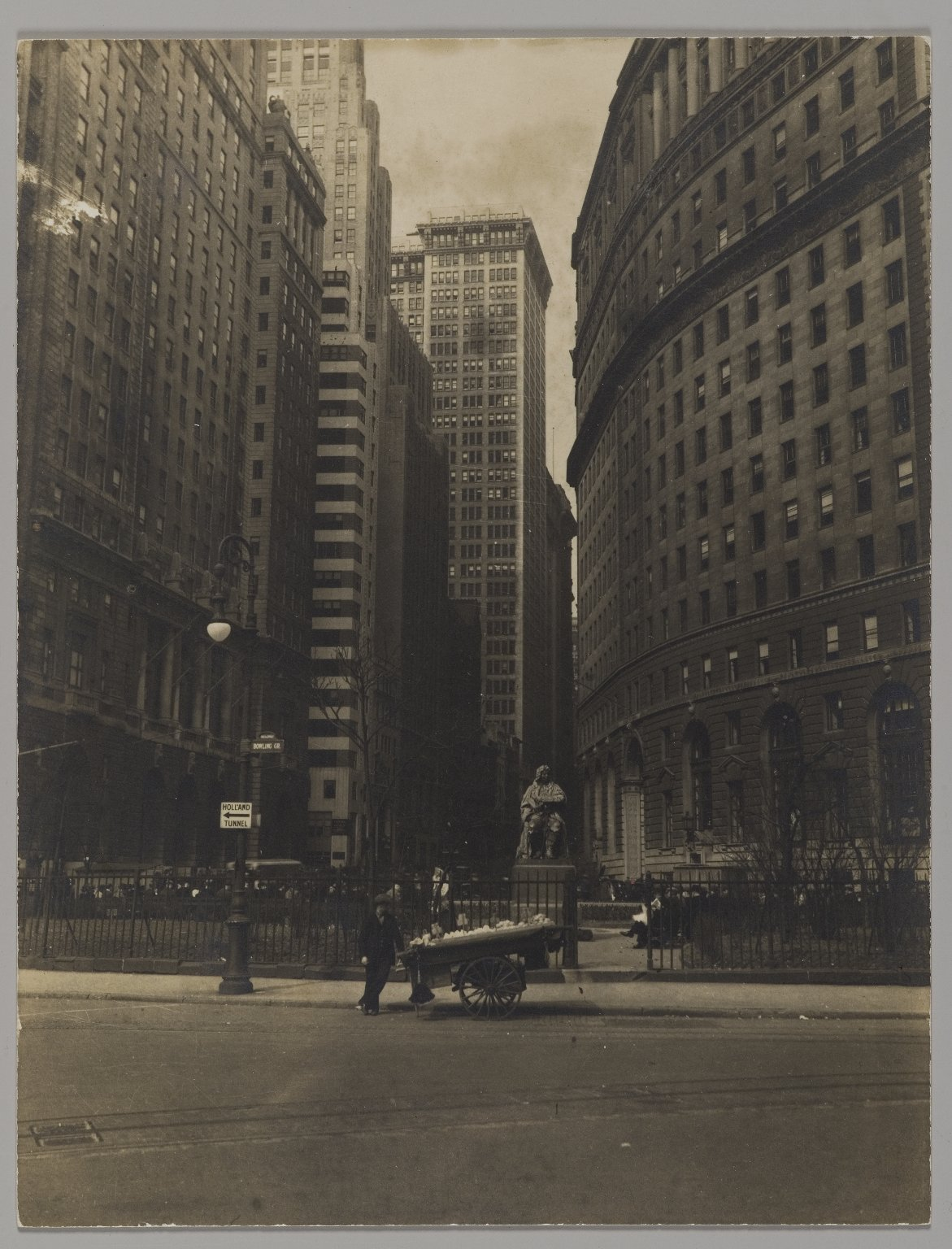
Untitled (Bowling Green, NYC). Brooklyn Museum
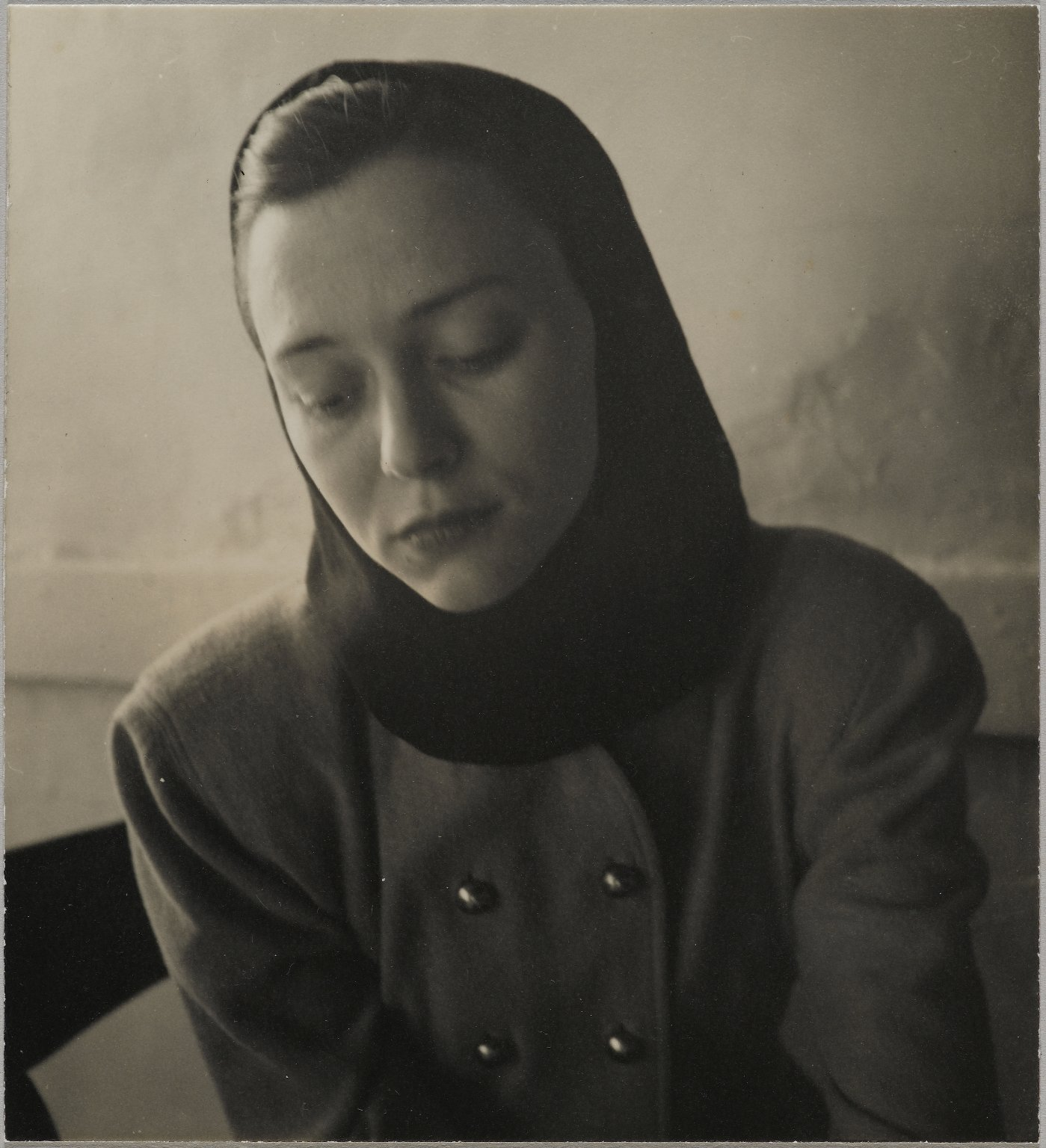
[Untitled] (Woman in a Hood). Brooklyn Museum
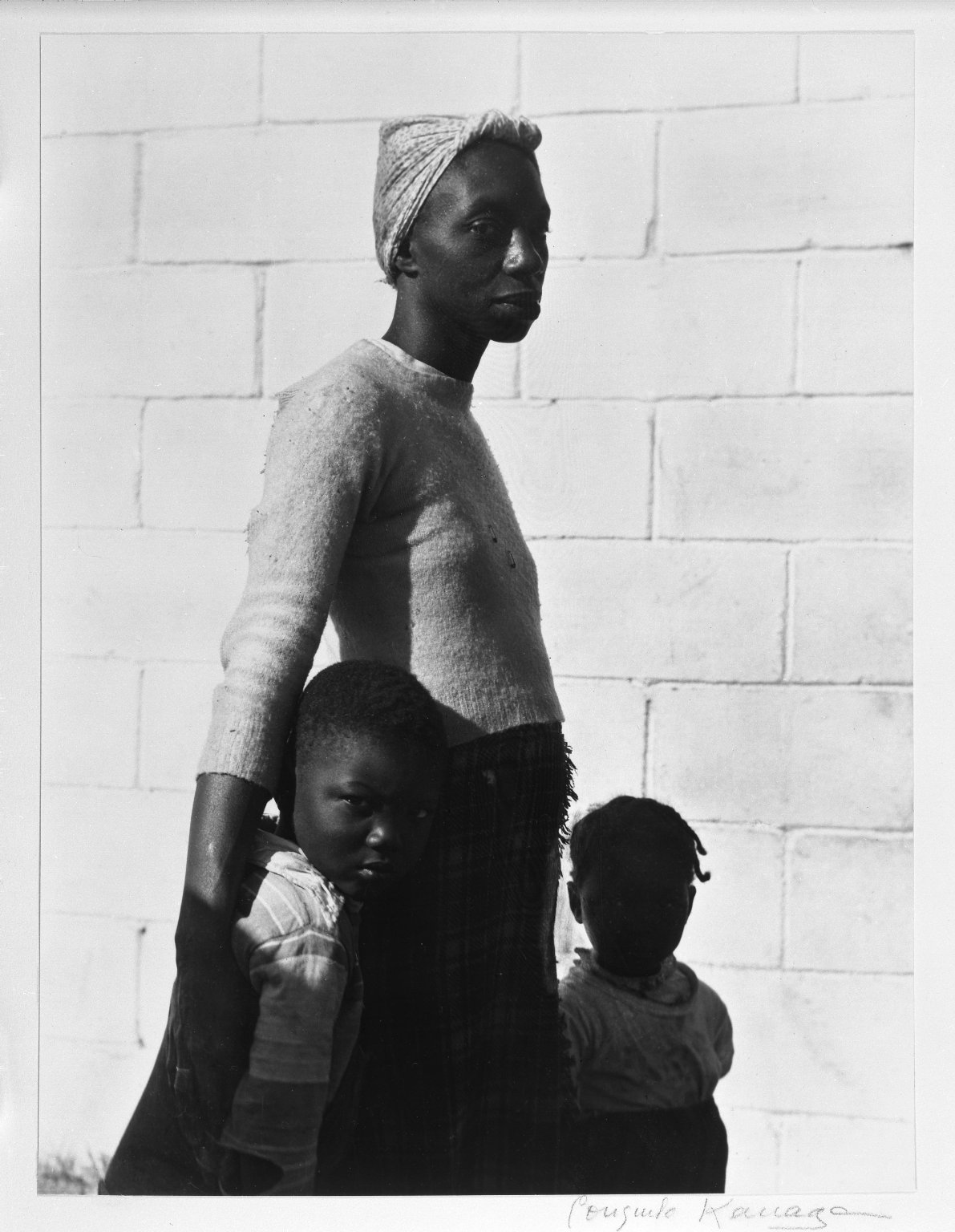
[Untitled](Mother with Children), 1950. Brooklyn Museum
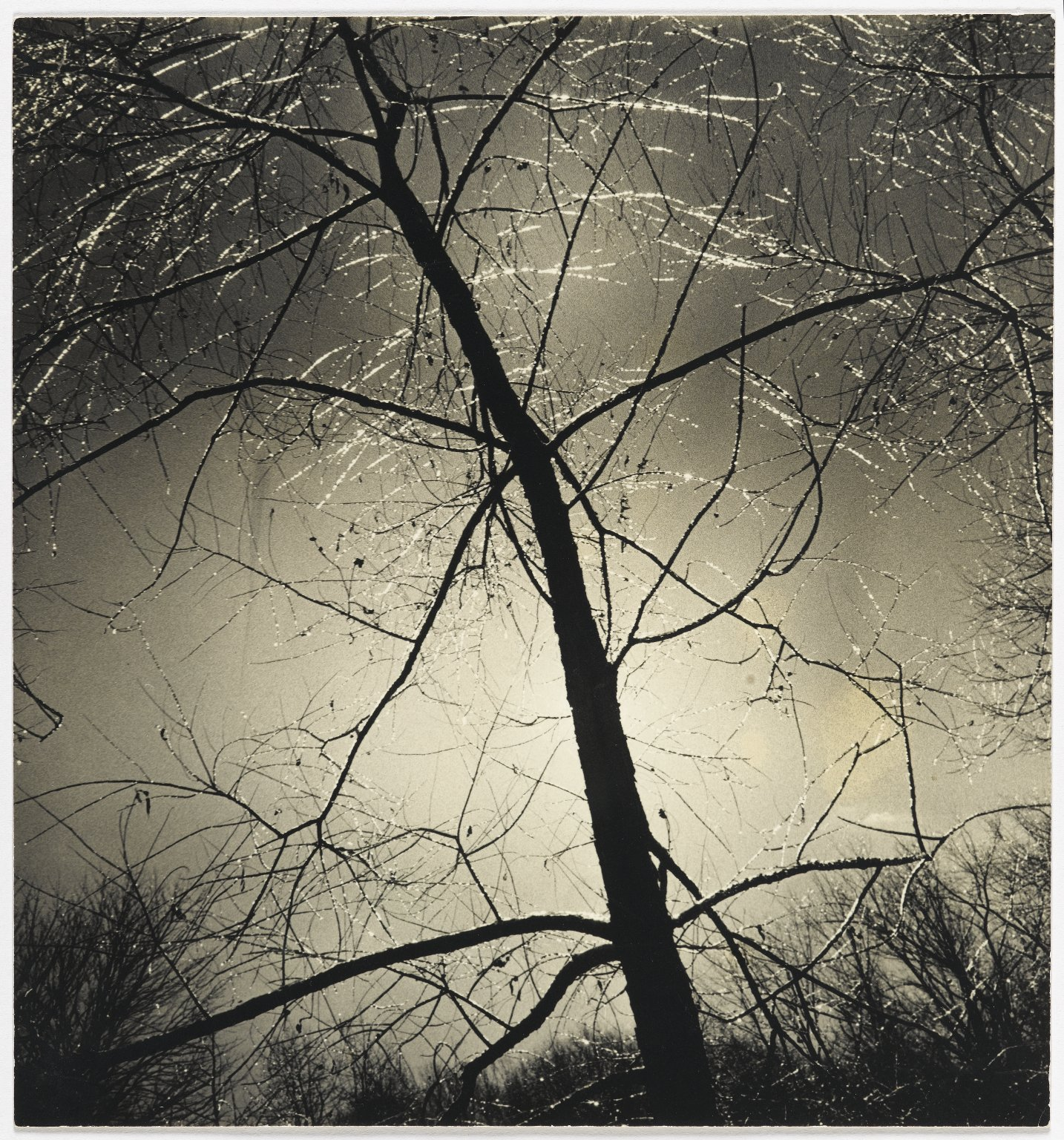
Untitled (Ice Morning, Putnam Pond). Brooklyn Museum
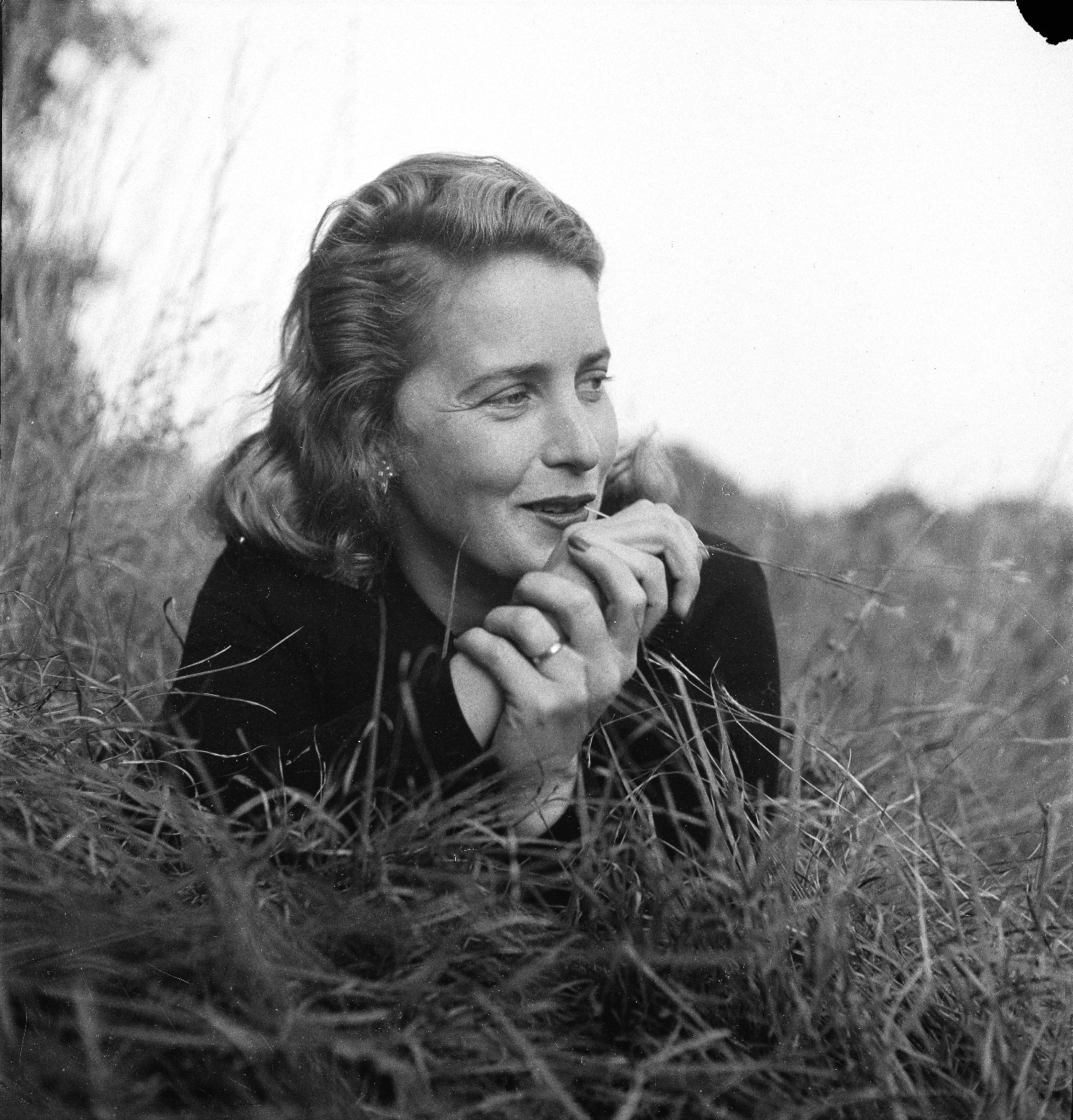
Margaret Wise Brown . Brooklyn Museum
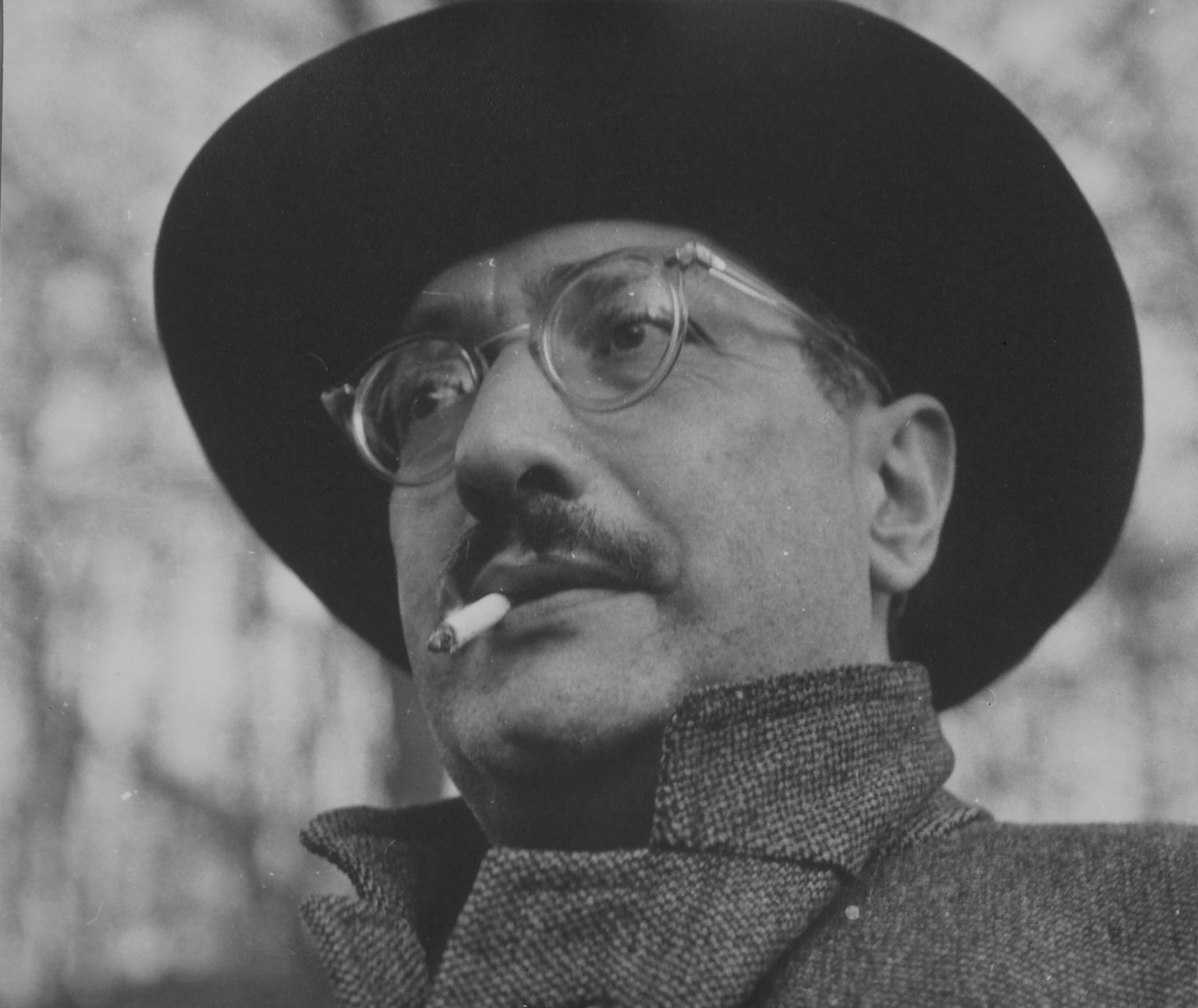
Mark Rothko . Brooklyn Museum
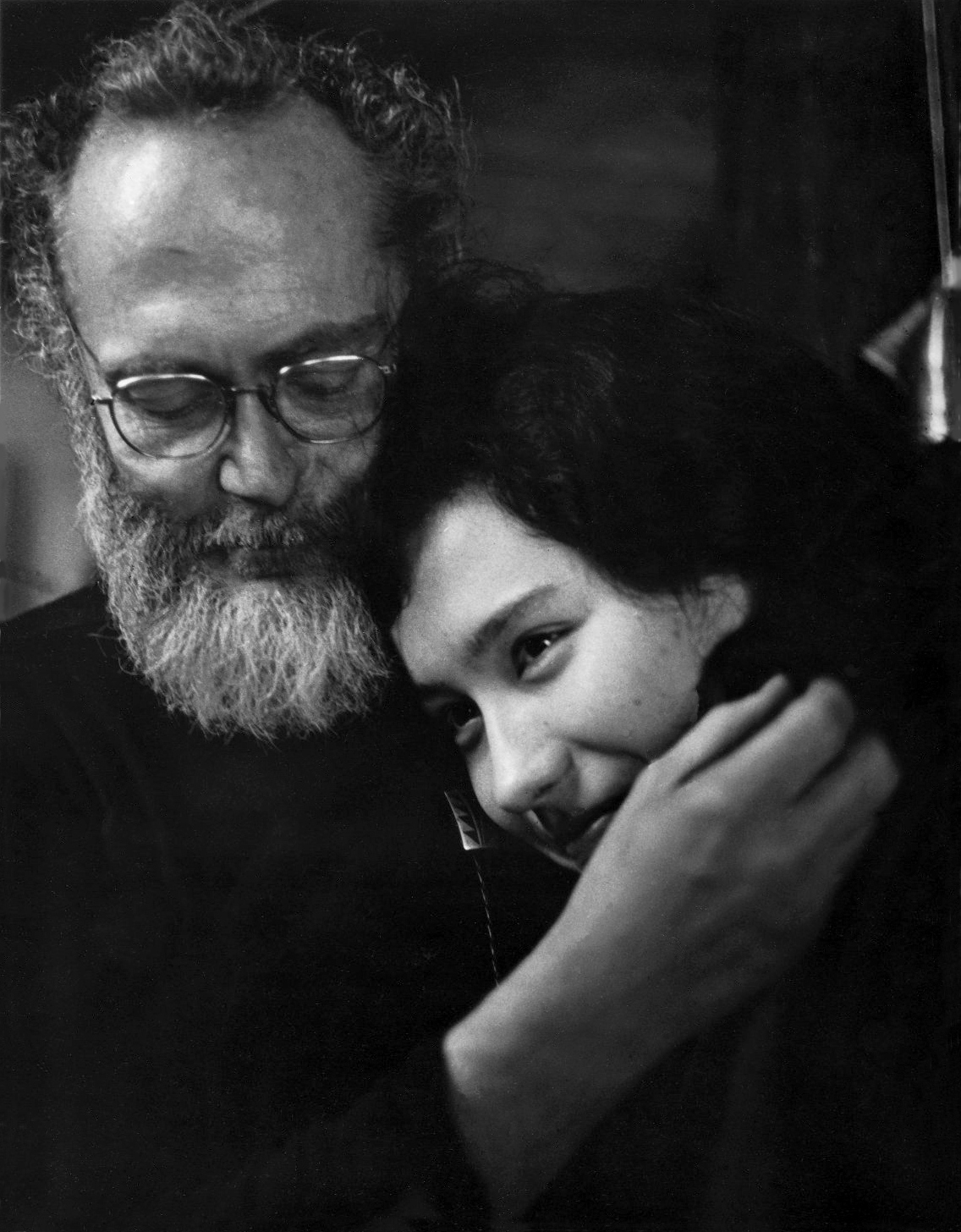
Untitled (Photographe W. Eugene Smith et épouse Aileen). Brooklyn Museum